# Peter Brown (Bischof)

Bischofswappen von Peter Hugh Brown

Peter Hugh Brown CSsR (* 9. November 1947 in Christchurch) ist ein neuseeländischer Ordensgeistlicher und emeritierter römisch-katholischer Bischof von Samoa-Pago Pago.

## Leben
Peter Brown empfing am 19. Dezember 1981 durch den Bischof von Christchurch, Brian Patrick Ashby, das Sakrament der Priesterweihe.
Am 31. Mai 2013 ernannte ihn Papst Franziskus zum Bischof von Samoa-Pago Pago. Die Bischofsweihe spendete ihm der Apostolische Nuntius, Martin Krebs, am 22. August desselben Jahres. Mitkonsekratoren waren sein Vorgänger als Bischof von Samoa-Pago Pago, John Quinn Weitzel, und der Bischof von Hamilton in Neuseeland, Denis Browne.
Am 29. April 2023 nahm Papst Franziskus seinen altersbedingten Rücktritt an.
Am 26. Juli 2023 wurde er zum Apostolischen Administrator des vakanten Erzbistums Samoa-Apia sowie der Mission sui juris Tokelau ernannt. Die Verwaltung des Erzbistums Samoa-Apia endete am 22. August des folgenden Jahres mit der Amtseinführung des neuen Erzbischofs Mosese Vitolio Tui SDB.